# Maculolachnus sijpkensis
Maculolachnus sijpkensis är en insektsart. Maculolachnus sijpkensis ingår i släktet Maculolachnus och familjen långrörsbladlöss. Inga underarter finns listade i Catalogue of Life.